# Szeptem malowane
Szeptem malowane – dwunasty longplay polskiego piosenkarza Jerzego Połomskiego, wydany w 1981 roku nakładem wydawnictwa muzycznego Polskie Nagrania „Muza”. Album zawiera 10 utworów wykonywanych przez wokalistę.
W 2001 roku wydano na płycie kompaktowej reedycję albumu, która ukazała się nakładem tej samej wytwórni płytowej.

## Lista utworów
Opracowano na podstawie materiału źródłowego.
Strona A
1. „Szeptem malowane” (muz. Mikołaj Hertel, sł. Jan Zalewski)
2. „Bossa nova z talizmanem” (muz. Mikołaj Hertel, sł. Jadwiga Has)
3. „Nie on, lecz ja” (muz. Mikołaj Hertel, sł. Jadwiga Has)
4. „O czasie i przemijaniu” (muz. Mikołaj Hertel, sł. Jan Zalewski)
5. „Sen, który się spełnia” (wraz z Alicją Majewską) (muz. Mikołaj Hertel, sł. Jan Zalewski)

Strona B
1. „Uwierz dziewczynie chociaż kłamie” (muz. Janusz Kępski, sł. Zbigniew Stawecki)
2. „Tyś jest” (muz. Jerzy Andrzej Marek, sł. Adam Kreczmar)
3. „Poranne tango” (muz. Jerzy Andrzej Marek, sł. Adam Kreczmar)
4. „Tyle jeszcze przed nami” (muz. Jerzy Andrzej Marek, sł. I. Kocyłak)
5. „Spójrz w dziecinne oczy” (muz. Janusz Kępski, sł. Zbigniew Stawecki)